# Guillaume Marcq
Guillaume Marck (Nijvel, 1785 - Brussel, 1848) was een Belgische politicus en rechter die lid was van het Belgisch Nationaal Congres.

## Levensloop
Guillaume Marcq was schepen van Brussel. Begin mei 1831 was in Brussel een tweede stemronde nodig, omdat de lijst van plaatsvervangende leden die de ontslagnemende effectieven konden opvolgen, uitgeput was. Marck werd verkozen en kwam op 18 mei 1831 in het Nationaal Congres terecht.
Er was maar weinig werk meer te doen. Alleen nog de verkiezing van Leopold van Saksen Coburg en de aanvaarding van het Verdrag der XVIII artikelen begin mei. Marck stemde voor Leopold maar wat de XVIII artikelen betreft, was hij niet aanwezig.
Na 1831 werd hij raadsheer bij het Hof van Cassatie.